# Gare d'Orbé
La gare d'Orbé est une gare ferroviaire française fermée de la ligne des Sables-d'Olonne à Tours, située sur le territoire de la commune de Saint-Léger-de-Montbrun, dans le département des Deux-Sèvres, en région Nouvelle-Aquitaine. 
Elle est aujourd'hui fermée à tout trafic.

## Situation ferroviaire
La gare d'Orbé est située au point kilométrique (PK) 157,900 de la ligne des Sables-d'Olonne à Tours, entre la gare ouverte de Thouars et la gare fermée de Pas-de-Jeu.

## Histoire
La gare n'est plus desservie par aucun train.